# QRpedia
QRpedia je mobilni sistem koji koristi QR kodove (engl. QR codes) za pristup člancima na Vikipediji na svom željenom jeziku. Kuer-kodovi se mogu lako stvoriti kako bi se direktno povezali na bilo koju URI (Uniform Resource Identifier) adresu. QRpedia je i dalje u razvoju.
Kuerpediju je osmislio Rodžer Bamkin, predsednik Vikimedije (Velika Britanija). Predstavljena je u aprilu 2011. Danas je u upotrebi u raznim institucijama, uključujući muzeje u Velikoj Britaniji, SAD i Španiji. Izvorni kod projekta je besplatan za višekratnu upotrebu u okviru MIT- licence.

## Korišćenje
Kada korisnik skenira kuer-kod na svom mobilnom telefonu, telefon dekodira kuer-kod u URL (Uniform Resource Locator) adresu koristeći naziv domena „qrwp.org“ i čiju URI adresu (završni deo) koristi kao naziv članka na Vikipediji i šalje zahtev za članak naveden u URL QRpedia serveru. On takođe prenosi i jezik podešavanja uređaja.
QRpedia server zatim koristi API Vikipedije da utvrdi da li postoji verzija navedenog članka na jeziku koji koristi uređaj, i ako postoji, ona se vraća u mobilno pristupačnom formatu. Ako ne postoji verzija članka na željenom jeziku, QRpedia servera vrši pretragu ovog članka na Vikipediji na relevantnom jeziku i vraća rezultate.
Na taj način, jedan kuer-kod može da ponudi isti članak na različitim jezicima, čak i kada muzej nije u stanju da pruži svoje prevode. QRpedia takođe vodi statistiku korišćenja.

## Nastanak Kuerpedije
Kuerpediju je osmislio Rodžer Bamkin, predsednik Vikipedije (Velika Britanija) i Terence Eden, konsultant za mobilni internet, i predstavljena 9 Aprila 2011 na prezentaciji Derbi muzeja, kao deo GLAM/Derby kolaboracije između Derbi muzeja, nacionalne galerija i Vikipedije. kada je kreirano preko 1.200 Vikipedija članaka , u velikom broju jezika.Ime projekta čini kombinovana reč QR i pedia, kombinujući inicijale QR (Quick Response) kod i pedia od Vikipedije.
Izvorni kod projekta je besplatan za višekratnu upotrebu u okviru MIT- licence.

## Implementacije
Iako nastala u Velikoj Britaniji, QRpedia se može koristiti u bilo kojoj od lokacija gde postoji mobilni signal i od septembra 2011. u upotrebi je na:
- Dečji muzej u Indiјаnapolisu, SAD.[2][12]
- Derbi muzej i galerija slika, Engleska.[4]
- Fondacija Đoan Miro, Barselona, Španija.[4][13] uključujući i izložbu prikazanu kod Tejt galerije[4]
- Nacionalna arhiva , Ujedinjeno Kraljevstvo.[14][15]

## Literatura
- Johnson, L.; Adams, S. (2011). The Technology Outlook for UK Tertiary Education 2011-201 (PDF). NMC Horizon Report Regional Analyses. Austin, Texas: The New Media Consortium. ISBN 978-0-615-38209-8. Архивирано из оригинала (PDF) 5. 10. 2011. г. Приступљено 30. 11. 2011.

## Spoljašnje veze
- Glam/kuer-kodovi –
- Zvaničan veb-sajt
- na Gugl kodu